# Leuciscus waleckii
Leuciscus waleckii är en fiskart som först beskrevs av Dybowski, 1869.  Leuciscus waleckii ingår i släktet Leuciscus och familjen karpfiskar. Inga underarter finns listade i Catalogue of Life.